# Collin Mayer
Collin Mayer ist ein mauritischer Straßenradrennfahrer.
Collin Mayer konnte 1997 die Gesamtwertung der Tour des Seychelles für sich entscheiden. In der Saison 2003 gewann er die sechste Etappe bei der Tour des Seychelles. 2006 gewann Mayer das Einzelzeitfahren bei der nationalen Straßenradmeisterschaft von Mauritius. In der Saison 2008 belegte er den dritten Platz beim Memorial R. Brousse hinter dem Sieger Yannick Lincoln.

## Erfolge
2003
- Mauritischer Meister – Einzelzeitfahren

2006
- Mauritischer Meister – Einzelzeitfahren